# Гре-Дуасо
Гре-Дуасо́ (фр. Grez-Doiceau, валлон. Gré, нидерл. Graven) — коммуна в Валлонии, расположенная в провинции Валлонский Брабант, округ Нивель. Принадлежит Французскому языковому сообществу Бельгии. На площади 55,44 км² проживают 12 403 человека (плотность населения — 224 чел./км²), из которых 49,05 % — мужчины и 50,95 % — женщины. Средний годовой доход на душу населения в 2003 году составлял 14 815 евро.
Почтовый код: 1390. Телефонный код: 010.